# Mount Wendland
Mount Wendland är ett berg i Antarktis. Det ligger i Västantarktis. Nya Zeeland gör anspråk på området. Toppen på Mount Wendland är 1 650 meter över havet, eller 139 meter över den omgivande terrängen. Bredden vid basen är 1,1 km.
Terrängen runt Mount Wendland är kuperad österut, men västerut är den bergig. Trakten är obefolkad. Det finns inga samhällen i närheten.